# Liao-dynastie
De Liao-dynastie (Hanyu pinyin: Liáo Cháo, Traditioneel Chinees: 遼朝, Vereenvoudigd Chinees: 辽朝, Kithaans: Mos Jælud, Mongools: Ляо Улс/Lyao) was een niet-Chinese dynastie, die tussen 907 en 1125 het noordoostelijke deel van China beheerste. De dynastie werd gevestigd door de Yelü-clan (耶律) van de Kitan, een nomadenvolk dat oorspronkelijk afkomstig was uit de vallei van de bovenloop van de Liaorivier in het huidige Binnen-Mongolië. In 947 wijzigden zij de naam van hun dynastie in Liao. Vanaf 1066 werd die naam opnieuw gebruikt, nadat men in 983 weer de oude naam 'Kitan' (Qidan) had aangenomen. In 1004 werd de Song-keizer Zhenzong gedwongen tot het sluiten van een verdrag met de Kitan. In ruil voor vrede moesten de Song jaarlijks aanzienlijke betalingen verrichten in de vorm van zilver, zijde en thee. Het rijk van de Kitan werd in 1125 veroverd door de Jin-dynastie van de Jurchen. Een deel van de Kitan vluchtte daarop naar het westen, waar zij in 1124 het rijk van de Westelijke Liao (Kara-Kitan) stichtten. In 1211 werd het rijk verslagen door de Kwarezm Shah, een groep die heerste in Noordoost-Iran.